# 1676 Kariba
Az 1676 Kariba (ideiglenes jelöléssel 1939 LC) a Naprendszer kisbolygóövében található aszteroida. Cyril Jackson fedezte fel 1939. június 15-én, Johannesburgban.